# Chimaera
Chimaera é um género de peixes cartilagíneos da família Chimaeridae, da qual constitui o género tipo.

## Espécies
Atualmente, existem 16 espécies reconhecidas neste gênero:
- Chimaera argiloba Last, W. T. White & Pogonoski, 2008
- Chimaera bahamaensis Kemper, Ebert, Didier & Compagno, 2010
- Chimaera buccaginella Clerkin, Elbert, & Kemper, 2017
- Chimaera carophila Kemper, Ebert, Naylor & Didier, 2014[1]
- Chimaera compacta Iglésias, Kemper & Naylor, 2022[2]
- Chimaera cubana Howell-Rivero, 1936
- Chimaera didierae Clerkin, Elbert, & Kemper, 2017
- Chimaera fulva Didier, Last & W. T. White, 2008
- Chimaera jordani S. Tanaka (I), 1905
- Chimaera lignaria Didier, 2002
- Chimaera macrospina Didier, Last & W. T. White, 2008
- Chimaera monstrosa Linnaeus, 1758
- Chimaera notafricana Kemper, Ebert, Compagno & Didier, 2010
- Chimaera obscura Didier, Last & W. T. White, 2008
- Chimaera ogilbyi Waite, 1898
- Chimaera opalescens Luchetti, Iglésias & Sellos, 2011[3]
- Chimaera orientalis Angulo, M. I. Bussing, W. A. Bussing & Murase, 2014[4]
- Chimaera owstoni S. Tanaka (I), 1905
- Chimaera panthera Didier, 1998
- Chimaera phantasma D. S. Jordan & Snyder, 1900
- Chimaera stellata Teramura, Senou & Hirase, 2024
- Chimaera supapae Ebert, Krajangdara, Fahmi, & Kemper, 2024[5]
- Chimaera willwatchi Clerkin, Elbert, & Kemper, 2017